# 皮亞塞奇諾
皮亞塞奇諾是位於波蘭中部的城市。2005年，有人口32,610人。屬馬佐夫舍省。皮亞塞奇諾位於華沙郊區，是住宅都市。

## 外部連結
维基共享资源上的相關多媒體資源：皮亞塞奇諾
- County Piaseczno website （页面存档备份，存于）
- Piaseczno - Local information Police, Hotel, Restaurant
- iTV Piaseczno Local Internet Television （页面存档备份，存于）
- Local News Service （页面存档备份，存于）

52°04′N 21°01′E / 52.067°N 21.017°E